# Доањи
Доањи (фр. Doignies) насеље је и општина у североисточној Француској у региону Север-Па д Кале, у департману Север која припада префектури Камбре.
По подацима из 2011. године у општини је живело 308 становника, а густина насељености је износила 41,62 становника/km². Општина се простире на површини од 7,4 km². Налази се на средњој надморској висини од 105 метара (максималној 121 m, а минималној 78 m).

## Демографија
| 1962. | 1968. | 1975. | 1982. | 1990. | 1999. | 2011. |
| ----- | ----- | ----- | ----- | ----- | ----- | ----- |
| 282   | 292   | 276   | 263   | 225   | 226   | 308   |

График промене броја становника у току последњих година